# 007 Elements
Pour les articles homonymes, voir 007 et Element.
007 Elements ou 007 Elements Museum (Inside The Word of James Bond, à l’intérieur du monde de James Bond) est un musée cinématographique, inauguré en 2018, sur le site du restaurant ice Q, de Sölden dans les alpes de l'Ötztal au Tyrol en Autriche. Il est dédié au célèbre agent secret britannique James Bond 007.

## Histoire
Ce musée est inauguré en juillet 2018 sur le site du restaurant ice Q, où ont été tournées entre 2014 et 2015 des scènes du film 007 Spectre, de Sam Mendes, à 3056 m d’altitude, dans des galeries creusées à l'intérieur du sommet de la montagne Gaislachkogel (de) de la station de sports d'hiver de Sölden dans les alpes de l'Ötztal au Tyrol en Autriche, .

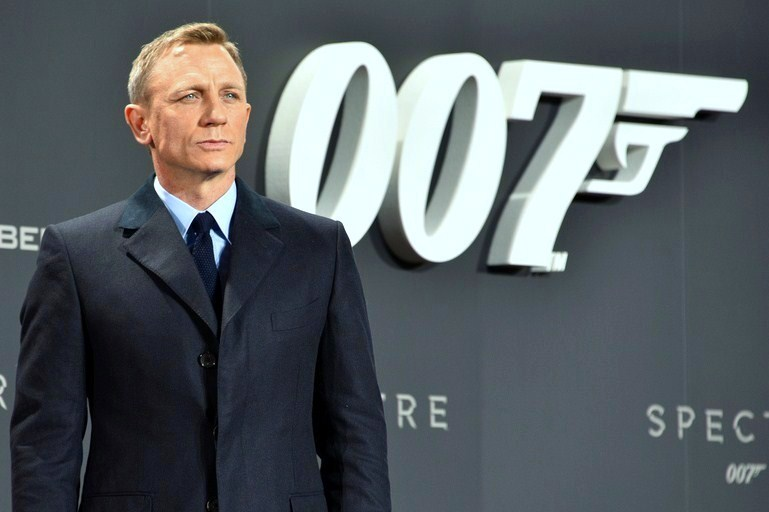
Daniel Craig, James Bond 007 du film 007 Spectre
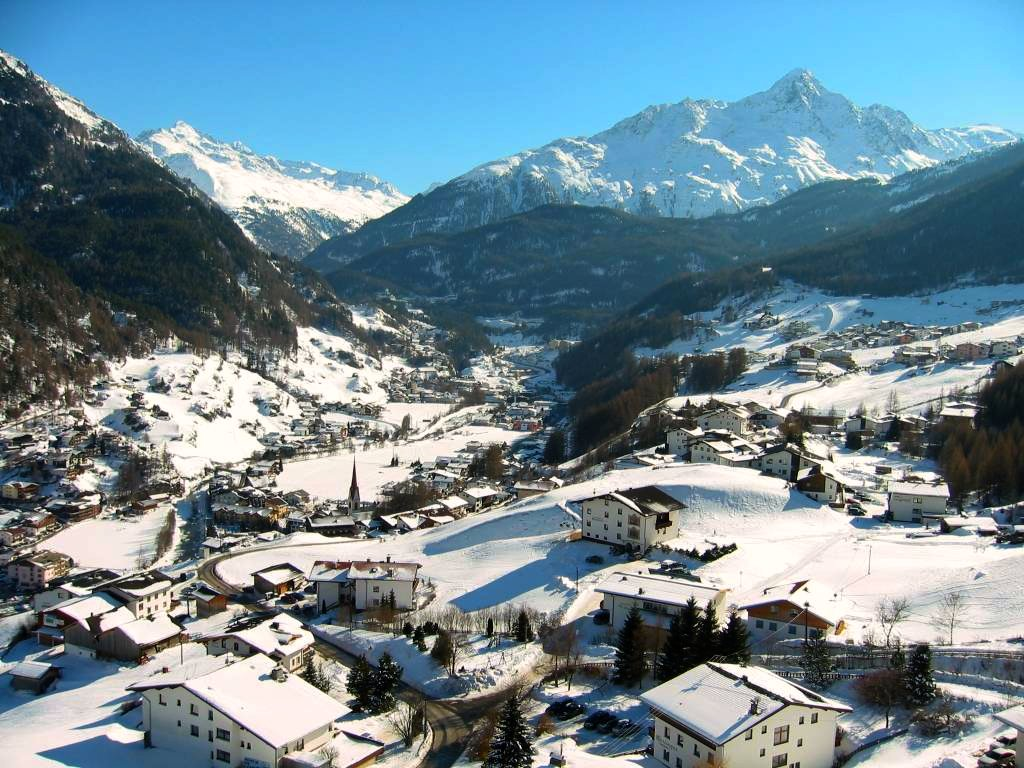
Station de sports d'hiver de Sölden au Tyrol

Ce musée cinématographique de haute altitude est créé pour s’immerger dans le monde de la saga des films de James Bond 007,.

Gaislachkogel de la station de sports d'hiver de Sölden dans les alpes de l'Ötztal
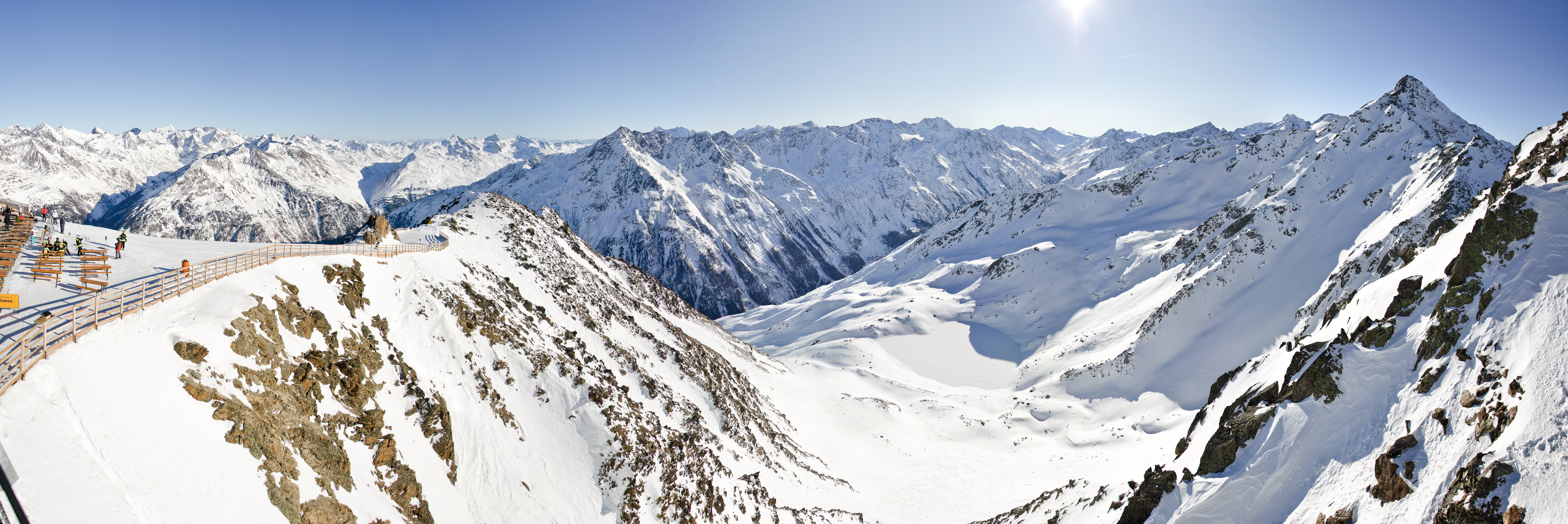
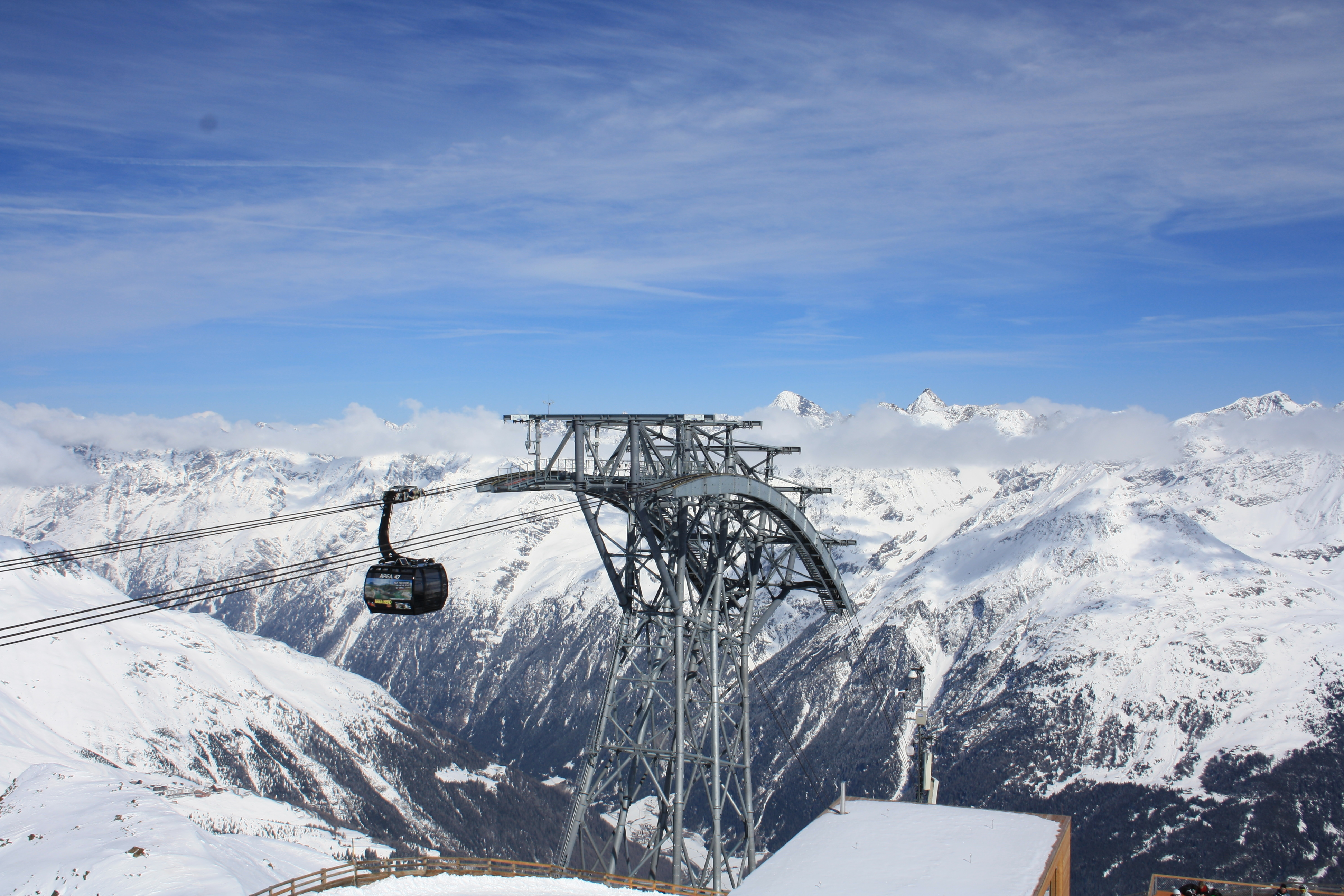

- Gaislachkogel (de) de la station de sports d'hiver de Sölden dans les alpes de l'Ötztal